# Bruce Reed
Bruce Alan Reed FRSC é um matemático e cientista da computação canadense, Canada Research Chair em teoria dos grafos e professor de ciência da computação da Universidade McGill.

## Carreira acadêmica
Reed obteve um Ph.D. em 1986 na Universidade McGill, orientado por Václav Chvátal.
Reed foi eleito fellow da Sociedade Real do Canadá em 2009, recebeu o Prêmio CRM-Fields-PIMS de 2013.
Foi palestrantes convidado do Congresso Internacional de Matemáticos em Pequim (2002: List colouring of graphs with at most {\displaystyle ((2-o(1))\chi } vertices, com Benny Sudakov).

## Publicações selecionadas

### Artigos
| AMR91. | Alon, Noga; McDiarmid, Colin; Reed, Bruce (1991), «Acyclic coloring of graphs», Random Structures & Algorithms, 2 (3): 277–288, MR 1109695, doi:10.1002/rsa.3240020303. |

| CR92. | Chvátal, V.; Reed, B. (1992), «Mick gets some (the odds are on his side)», Proc. 33rd Annual Symposium on Foundations of Computer Science, ISBN 978-0-8186-2900-6, pp. 620–627, doi:10.1109/SFCS.1992.267789. |

| R92. | Reed, Bruce A. (1992), «Finding approximate separators and computing tree width quickly», Proc. 24th Annual ACM Symposium on Theory of computing, ISBN 978-0897915113, pp. 221–228, doi:10.1145/129712.129734. |

| MR95. | Molloy, Michael; Reed, Bruce (1995), «A critical point for random graphs with a given degree sequence», Random Structures & Algorithms, 6 (2–3): 161–179, MR 1370952, doi:10.1002/rsa.3240060204. |

| R97. | Reed, B. A. (1997), «Tree width and tangles: a new connectivity measure and some applications», Surveys in combinatorics, 1997 (London), ISBN 9780511662119, London Math. Soc. Lecture Note Ser., 241, Cambridge: Cambridge Univ. Press, pp. 87–162, MR 1477746, doi:10.1017/CBO9780511662119.006. |

| MR98a. | Molloy, Michael; Reed, Bruce (1998), «The size of the giant component of a random graph with a given degree sequence», Combinatorics, Probability and Computing, 7 (3): 295–305, MR 1664335, doi:10.1017/S0963548398003526, hdl:1807/9487. |

| MR98b. | Molloy, Michael; Reed, Bruce (1998), «Further algorithmic aspects of the local lemma», Proc. 30th Annual ACM Symposium on Theory of computing, ISBN 978-0897919623, pp. 524–529, doi:10.1145/276698.276866, hdl:1807/9484. |

| RS02. | Reed, Bruce; Sudakov, Benny (2002), «List colouring of graphs with at most (2 − o(1))χ vertices», Proceedings of the International Congress of Mathematicians, Vol. III (Beijing, 2002), Higher Ed. Press, Beijing, pp. 587–603, Bibcode:2003math......4467R, MR 1957563, arXiv:math/0304467. |

### Livros
| MR02. | Molloy, Michael; Reed, Bruce (2002), Graph Colouring and the Probabilistic Method, ISBN 978-3-540-42139-9, Algorithms and Combinatorics, 23, Berlin: Springer-Verlag, MR 1869439. |